# Сијековац
Сијековац је насељено мјесто у општини Брод, Република Српска, БиХ. Према прелиминарним подацима пописа становништва 2013. године, у насељу је живјело 457 становника.

## Географија
Налази се југозападно од седишта општине Брода. Село је наслоњено на реку Саву.

## Историја
Сијековац је током 26-27. марта 1992. године, на самом почетку рата у БиХ, био поприште ратног злочина који су над српским цивилима починили војници Армије РБиХ, Хрватских одбрамбених снага (ХОС) и регуларне Хрватске војске (ХВ).

## Становништво
Према попису становништва из 1991. године, мјесто је имало 1.551 становника.
| Демографија | Демографија | Демографија |
| Година      | Становника  | Становника  |
| ----------- | ----------- | ----------- |
| 1948.       | 1.592       |             |
| 1953.       | 1.626       |             |
| 1961.       | 1.415       |             |
| 1971.       | 1.568       |             |
| 1981.       | 1.587       |             |
| 1991.       | 1.551       |             |
| 2013.       | 457         |             |

### Етнички састав
| Националност       | 1991.        | 1981.        | 1971.        |
| Муслимани          | 590 (38,03%) | 594 (37,42%) | 694 (44,26%) |
| Хрвати             | 368 (23,72%) | 359 (22,62%) | 435 (27,74%) |
| Срби               | 308 (19,86%) | 278 (17,52%) | 401 (25,57%) |
| Југословени        | 241 (15,53%) | 350 (22,05%) | 24 (1,53%)   |
| остали и непознато | 44 (2,84%)   | 6 (0,38%)    | 14 (0,89%)   |
| Укупно             | 1.551        | 1.587        | 1.568        |

## Знамените личности
- Душко Трифуновић, српски пјесник
- Ђуро Баслер, југословенски и босанскохерцеговачки историчар, археолог и конзерватор